# 新潟県道588号滝谷村松線
新潟県道588号滝谷村松線（にいがたけんどう588ごう たきやむらまつせん）は、新潟県長岡市内を通る一般県道である。

## 概要
全線ほぼ未整備の細路地の狭隘区間が続く。

### 路線データ
- 起点：新潟県長岡市滝谷（新潟県道370号滝谷三和線交点）
- 終点：新潟県長岡市村松町（新潟県道23号柏崎高浜堀之内線交点）

## 地理

### 通過する自治体
- 新潟県長岡市

### 接続する道路
- 新潟県道370号滝谷三和線
- 新潟県道23号柏崎高浜堀之内線